# Malmea
Malmea es un género de plantas fanerógamas de la familia de las anonáceas. Son nativas de América central y meridional.

## Descripción
Son árboles y arbustos. Las flores de tamaño mediano o grande, en pocas a varias inflorescencias de flores opuestas a las hojas, o rara vez pseudo-axilares; pedicelos articulados inmediatamente por encima de las brácteas basales y teniendo otra bráctea encima de la articulación. Sépalos pequeños, con márgenes estrechos, imbricados en la yema. Pétalos mucho más largos que los sépalos, más o menos ennegrecidos cuando se secan. Monocarpos libres.

## Sistemática
El género fue descrito por Robert Elias Fries y publicado en Arkiv för Botanik utgivet av K. Svenska Vetenskapsakademien 5: 3. 1905. La especie tipo es: Malmea obovata R. E. Fr.

### Lista de especies
Se reconocen 22 especies:
- Malmea costaricensis R.E. Fr.
- Malmea cuspidata Diels
- Malmea depressa (Baill.) R.E. Fr.
- Malmea diclina R.E. Fr.
- Malmea dielsiana Saff. ex R.E. Fr.
- Malmea dimera Chatrou
- Malmea discolor R.E. Fr.
- Malmea gaumeri (Greenm.) Lundell
- Malmea guatemalensis Lundell
- Malmea guianensis R.E. Fr.
- Malmea hypoglauca (Standl.) R.E. Fr.
- Malmea leiophylla (Donn. Sm.) Lundell
- Malmea lucida Diels
- Malmea macrocarpa R.E. Fr.
- Malmea manausensis Maas & Miralha
- Malmea obovata R.E. Fr.
- Malmea pachiteae D.R. Simpson
- Malmea peruviana R.E. Fr.
- Malmea raimondii (Diels) R.E. Fr.
- Malmea surinamensis Chatrou
- Malmea xanthochlora (Diels) R.E. Fr.